# Конфигурация макромолекулы
Конфигурация макромолекулы (первичная структура, англ. configuration of a macromolecule) — пространственное расположение атомов в макромолекуле. Определяется значениями валентных углов и длинами соответствующих связей.

## Описание
Конфигурация макромолекулы определяется взаимным расположением входящих в неё мономерных звеньев, а также их структурой. В настоящее время для описания конфигурации макромолекул, как правило, используют термин «структура» или «первичная структура».
Различают ближний (конфигурация присоединения соседних звеньев) и дальний конфигурационный порядок, характеризующий структуру достаточно протяженных участков макромолекул. Количественной мерой тактичности (порядка) является степень стереорегулярности. Помимо этого, тактичность может описываться количеством различных типов пар ближайших соседей (ди-, три-, тетрад), распределение которых определяется экспериментально. Количественной характеристикой конфигурации статистических сетчатых макромолекул, например, является плотность сшивки, то есть средняя степень полимеризации участка цепи между узлами сетки.
Конфигурацию макромолекул определяют методами рентгеноструктурного анализа, ИК-спектроскопии, ЯМР, двойного лучепреломления и др. Как правило, каждый метод наиболее «чувствителен» к какой-либо конфигурационной характеристике; так, ЯМР во многих случаях позволяет количественно характеризовать ближний конфигурационный порядок в гомо- и сополимерах.